# بطولة أوروبا لكرة اليد للسيدات 2000
أقيمت بطولة أوروبا لكرة اليد للسيدات 2000 في رومانيا خلال الفترة من 8 ديسمبر إلى 17 ديسمبر في عام 2000.

## الترتيب النهائي
1. المجر
2. أوكرانيا
3. روسيا
4. رومانيا
5. فرنسا
6. النرويج
7. يوغوسلافيا
8. مقدونيا
9. ألمانيا
10. الدنمارك
11. بيلاروس
12. النمسا